# Nepheloleuca semiplaga
Nepheloleuca semiplaga är en fjärilsart som beskrevs av W. Warren 1894. Nepheloleuca semiplaga ingår i släktet Nepheloleuca och familjen mätare. Inga underarter finns listade i Catalogue of Life.